# Konarzyce (województwo wielkopolskie)
Konarzyce – wieś w Polsce położona w województwie wielkopolskim, w powiecie śremskim, w gminie Książ Wielkopolski.
W latach 1954–1959 wieś należała i była siedzibą władz gromady Konarzyce, po jej zniesieniu w gromadzie Książ. W latach 1975–1998 miejscowość administracyjnie należała do województwa poznańskiego.
Wieś położona 4 km na zachód od Książa Wielkopolskiego przy drodze wojewódzkiej nr 436.
Dawna nazwa, pojawiająca się w dokumentach to Konarskie Olendry, klasyfikowane jako wieś olęderska. W Konarzycach znajduje się cmentarz ewangelicki (dzisiaj zaniedbany) – i pozostałości po niemieckich gospodarstwach (zabudowania, domy z czerwonej cegły). We wsi są dwa budynki szkolne, stary z końca XIX w. i nowy im. Emilii Sczanieckiej z 1975 roku